# Avenida Neptune (línea Culver)
La Avenida Neptune es una estación local en la línea Culver del Metro de Nueva York de la división B del Independent Subway System (IND). La estación se encuentra localizada en Coney Island, Brooklyn entre la Avenida Neptune y la Calle 6 Oeste. La estación es servida por los trenes del servicio .